# Radynia
Radynia (dříve Radna, německy Raden) je ves v jižním Polsku, v Opolském vojvodství, v okrese Hlubčice, ve gmině Hlubčice.

## Příroda
Vesnice se nachází v přírodním parku (polsky obszar chronionego krajobrazu) Rajón Mokre - Lewice. Směrem na Dobieszów je v zaniklé vesnici Bursztet (též. Grodzie, něm. Burgstädtel) v bývalém kamenolomu přírodní koupaliště. Vesnicí protéká Potok Mokry (česky Mohla, též Radynka), levý přítok řeky Opavice v Krnově.